# Music (더콰이엇의 음반)
Music은 힙합 아티스트 The Quiett의 데뷔 앨범으로 2005년 7월 28일에 발매되었다. 가장 알려진 곡으로는 상자 속 젊음과 보너스트랙인 닿을 수 있다면이 있다.
2006년 11월에 발매된 재발매판엔 보너스트랙으로 닿을 수 있다면 대신 Message가 수록되었다. 재발매판의 발매와 동시에 인스트루멘탈 버전 CD가 발매되기도 하였다.

## 트랙 리스트
1. The Beginning (Intro)
2. Introduction
3. Declare
4. 커다란 실수 (Feat. Fana)
5. 섬
6. 상자 속 젊음 (Feat. Paloalto)
7. 위대한 순간
8. Take The Q Train
9. 즉흥곡 (Feat. Jerry.k)
10. 악몽
11. Be Quiet (Feat. Kebee)
12. Get Down
13. 소중한 만남
14. 더 나은 내일을 위한
15. 닿을 수 있다면 (Bonus Track)